# Haras de Piber
Le haras de Piber se trouve en Styrie, en Autriche. Il est particulièrement connu aujourd'hui pour ses lipizzans, qui forment l'unique monture de l'École espagnole d'équitation de Vienne, en Autriche.

## Histoire

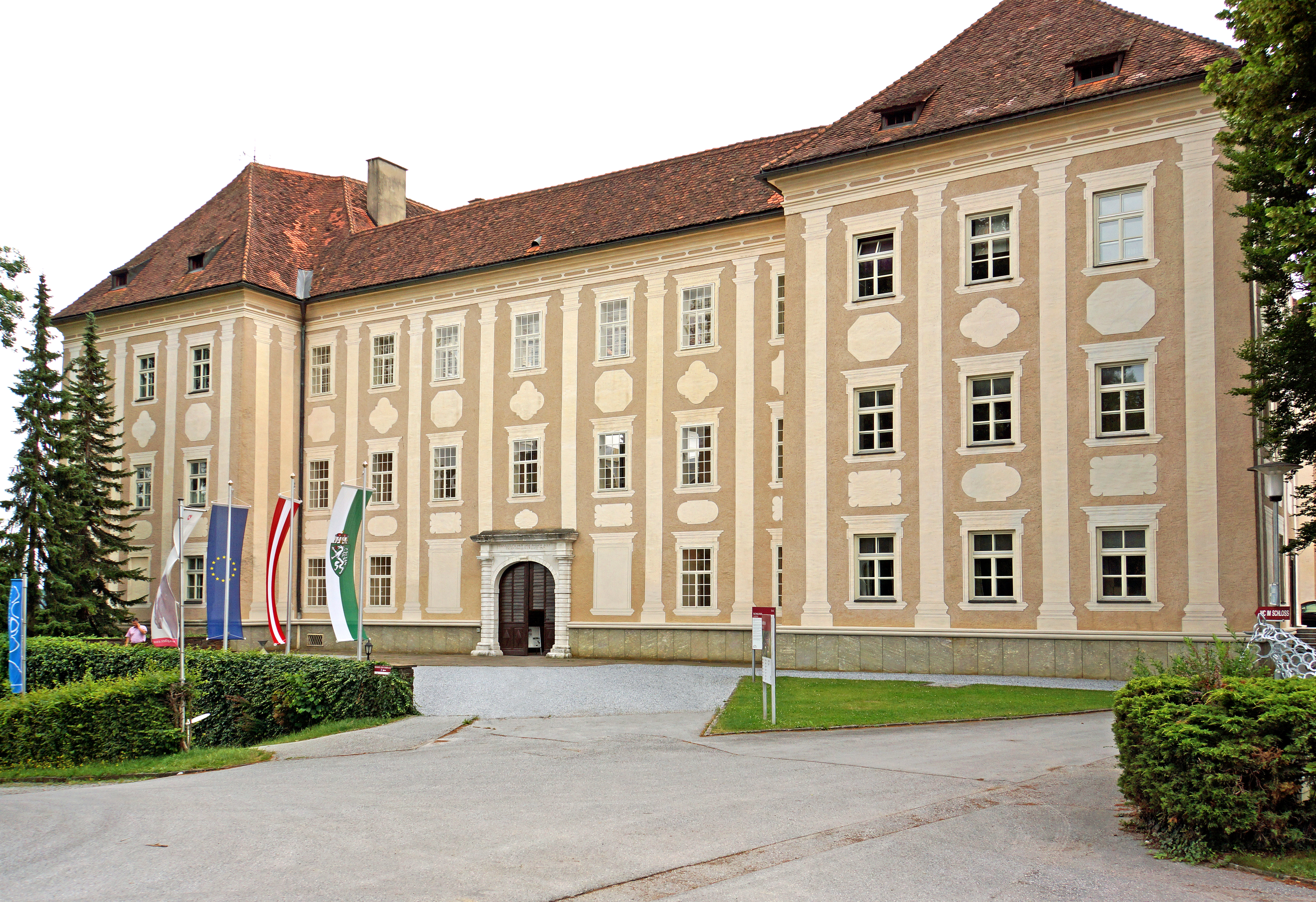
Le château de Piber

Au XIIe siècle, Piber devient une possession de l'Église dépendant de l'évêque de Salzbourg qui y édifie un couvent pour accueillir les moins bénédictins qui administrent le domaine. À la fin du XVIIe siècle, est édifié un bâtiment de style renaissance tardive sur les plans de l'architecte Domenico Sciassia qui abrite aujourd'hui les services administratifs du haras, le musée et des logements de fonction. En 1786, à la suite de l'expropriation ses biens ecclésiastiques décidée par Joseph II, le domaine devient propriété de l'État autrichien.
Situé dans une région ayant une longue tradition d'élevage équestre, il est créé en 1798 pour l'élevage de chevaux militaires. En 1806, il est transformé en haras et consacré à la production de chevaux pour la cavalerie impériale. Suivant les instructions de l'administration autrichienne, et ce jusqu'à la Première Guerre Mondiale, il produit des chevaux de trait, puis des anglo-normands et des demi-sang, puis des anglo-arabes En 1853, pour la première fois, il accueille des lipizzans, qui feront plus tard sa célébrité. Mais ces lipizzans furent ensuite envoyés vers le haras impérial de Radautz.
Ce n'est donc qu'après la Première Guerre mondiale et la fin de l'empire d'Autriche-Hongrie, que les lipizzans reviennent à Piber, pour y rester, en dehors de la brève période de la Seconde Guerre mondiale où ils furent évacués vers le haras de Hostau, en Allemagne. Là, ils furent regroupés avec les lipizzans en provenance du haras de Lipizza ainsi que ceux d'autres haras des Balkans, comme Vukovar et Demir Kapija. La présence en 1945 de 300 lipizzans d'origine aussi diverses en un seul endroit permit de procéder, à l'initiative du lieutenant-colonel Rudofsky, à des croisements qui n'auraient pas été possibles autrement. 
Après le célèbre épisode du sauvetage des lipizzans par le général américain Patton en 1945, les chevaux survivants furent envoyés en Autriche, en Italie, en Yougoslavie, et aux États-Unis, où ils furent à l'origine de l'élevage de lipizzans de Temple Farm, près de Chicago. 
À partir de 1957, sous l'impulsion du Dr Heinrich Lehrner nommé directeur du haras de Piber, le haras de Piber devient le centre de la conservation de la très ancienne et noble race qu'est le lipizzan.
En 1983, le haras faillit disparaître, infecté par un virus. L'épidémie put être enrayée grâce à un programme de vaccination efficace.

## Caractéristiques géographiques
Le climat doux et sain de Piber se rapproche de celui de la région du Karst, à proximité de Trieste, d'où est originaire le lipizzan. Les herbages y poussent sur un sol calcaire de très bonne qualité.
Le haras possède quatre propriété en altitude : Kampl, Grub, Wihelm et Reinthalerhof où de vastes herbages favorisent la croissance des jeunes étalons et des poulains.

## Relations avec l'École espagnole de Vienne
Aujourd'hui, Piber est le seul haras à fournir les montures de l'École espagnole de Vienne. Avec quelque deux cents chevaux, il est le plus grand haras de lipizzans d'Europe.
Il n'accueille que des étalons et des juments poulinières. Vers le mois d'octobre, les étalons âgés de 4 ans et demi destinés à rejoindre l'École espagnole de Vienne sont choisis. Les étalons aptes à la reproduction sont amenés de vienne et stationnent au haras.
Les poulains et pouliches non sélectionnés pour l'École ou pour le haras sont vendus à l'âge de 6 mois. Certains sont vendus à l'âge de six ans, une fois débourrés et dressés.

## Sources